# 鮭の乱
- 鮭の乱
- サケの乱
- サーモンの乱
- 鮭魚の乱

鮭の乱（さけのらん、繁体字台湾語: 鮭魚之亂）、またはサケの乱、サーモンの乱は2021年3月に日本の回転寿司チェーン「スシロー」が台湾で行った割引キャンペーンの対象となることを目的として、戸籍上の本名を改名する人物が続出した騒動。

## 発端
2021年3月15日、台湾で20店舗（2021年3月時点）を運営する日本の回転寿司チェーン店スシローの現地法人は翌16日から21日の6日間にプロモーション活動として「愛の迴鮭祭（原文ママ）」を告知した。騒動はこの活動の一環として17 - 18日の2日間限定で行われた割引キャンペーンに端を発する。
このキャンペーンは「鮭魚」（鮭の中国語表記）の同音（鮭（注音: ㄍㄨㄟ）は「圭、規、瑰、帰」など、魚（注音: ㄩˊ）は「瑜、妤、於、于、盂、楡、兪、渝」など）あるいは同字が姓名に含まれている顧客が有効な身分証を提示することで、
- 2文字が同音同字であれば無料
- 2文字が同音であれば半額
- 1文字が同音であれば1割引

となるものだった。対象となるのはイートインのみで、割引が適用される顧客1人につき同伴者5人まで（最大で1テーブル6人）が認められる。姓名の同音判定は中国語表記に限られ、日本語で鮭と同音の「酒（さけ）」や英語訳で同義となる「サーモン（Salmon）」などの外国語は対象外。

台湾スシローの店内（2018年）
同（2020年。タッチパネル右側のサーモンは「鮭魚」と表記されている）

## 拡散
このキャンペーンが拡散されると、ネット上では本名を「鮭魚」に改名した自分の身分証をアップロードする者が出現し、同時に3人が「鮭魚」へ改名したケースまで報道されると、バンドワゴン効果もあってそれに続く者が相次いだ。台湾メディアはこうしたキャンペーン目当てでの改名行為を「鮭魚之乱」と称した。（中国時報、聯合報、中華電視公司（CTS）、ETToday東森新聞雲、TVBS、民視（FTV）、蘋果日報）。キャンペーンが終了すると改名した人の多くは元の名前に戻す手続きを済ませたが、これは即ちスシローの無料特典を受けるためだけに生涯で3度行使できる台湾の改名制度を2度も利用したことになる。本名を元に戻すことについても、産まれた川に遡上する鮭になぞらえて「鮭魚洄流」（サーモン・ランの意）と報じられている。

## 背景

### 法的根拠
中華民国（台湾）の姓名条例の条文および司法院大法官の解釈では特殊要因による改名は3度まで保障されているため、1度改名した場合でも元に戻すことができる。なお、未成年時の場合は本人ではなく親権者のみ改名手続が可能。2015年までは2度が上限だったが、不便を訴える市民の声を反映して、2015年5月5日に上限を3度に引き上げる姓名条例改正案が立法院の三読を通過し、同月20日付で施行された。

### 潜在需要
出生時点で両親は風水や占いに基づいて最適な名字を命名することが多く、その後も金運や健康上の理由といった手軽な動機で改名する実態があった。一家全員が改名するケースもある。上限改正の潜在的需要は高く、改正前の1年間（2014年2月 - 2015年3月）で2回目の改名を行使していた市民は全国で17,527人とされ、新北市では改正案施行直後の1ヶ月で133人が改名手続を行った。

### 効率的な行政サービス
第6世代となるIC身分証は2005年末から既に導入されていた。
改正手続きに要する費用は1回で80ニュー台湾ドル（以下NT$。日本円でも約300円弱）と割安で、行政側は引き留めの声掛けはするものの、最終的には本人の意思が尊重されるため、理由を根掘り葉掘り訊ねられたり拒否されるケースは少ない。また、1回の手続で戸政事務所はIC身分証の再発行や戸籍名簿の修正のほかに、約20ヶ所の各行政機関への改名通知を行うが、平時では当日中に1人30分程度で完了する。また、申請先は必ずしも本人の出生地や居住地とは限らず、越境しての手続も可能。割引キャンペーン前夜の3月16日、夜間業務がない台北市在住の青年3名が、夜間でも申請可能な近隣の新北市三重区にある窓口まで出向き、全員が「鮭魚」入りの名前に変更していった。
以上のことから、日本と比べた場合は比較的低コストかつ短時間での改名が可能となっているため、今回の場合は本名を元に戻すつもりであっても、2回分の手続費用160NT$を負担するだけで数千NT$相当の寿司が無料で享受できることになる。
ただし、地方政府として戸籍情報を管轄する各県市の戸政事務所は「元の名前に戻したとしても戸籍上では一生その改名履歴は残される」と注意喚起をしたほか、改名した者が実際に交通事故を起こしたことで、「事故処理は改名時の本名でなされるため、事故現場だけではなく、医療機関での治療や保険の処理段階にも影響する」と交通部公路総局も安易な改名行為に警鐘を鳴らした。

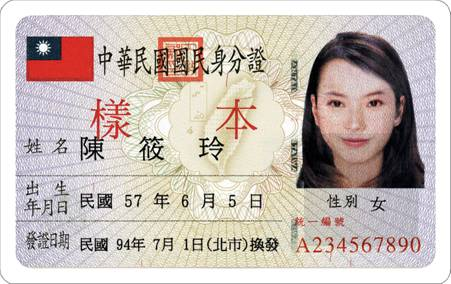
日本のマイナンバーカードに相当する中華民国国民身分証（オモテ側見本）
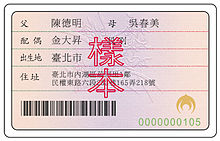
身分証裏面には両親と配偶者の氏名も記載される（見本）
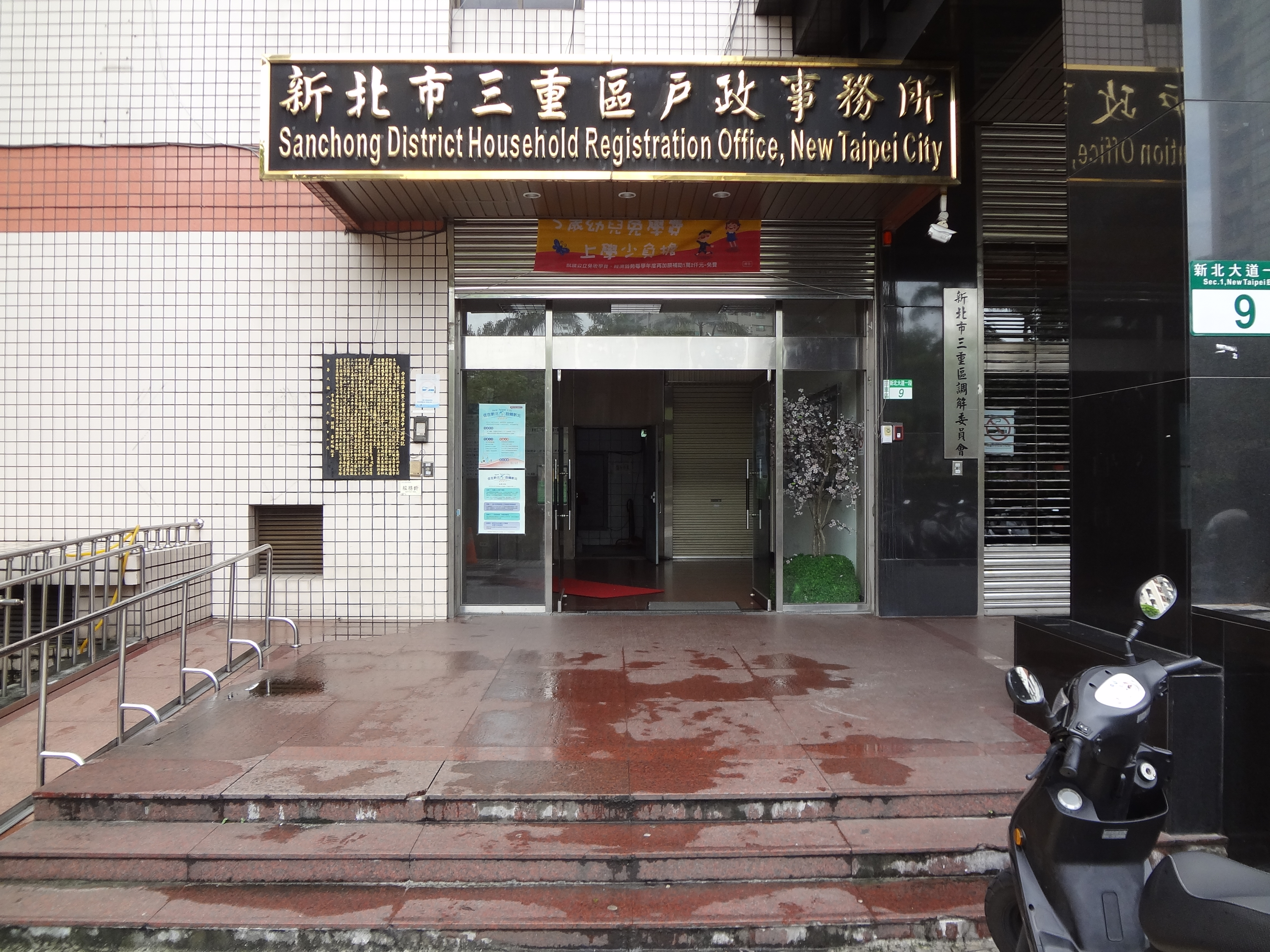
各地の戸政事務所（新北市三重区）
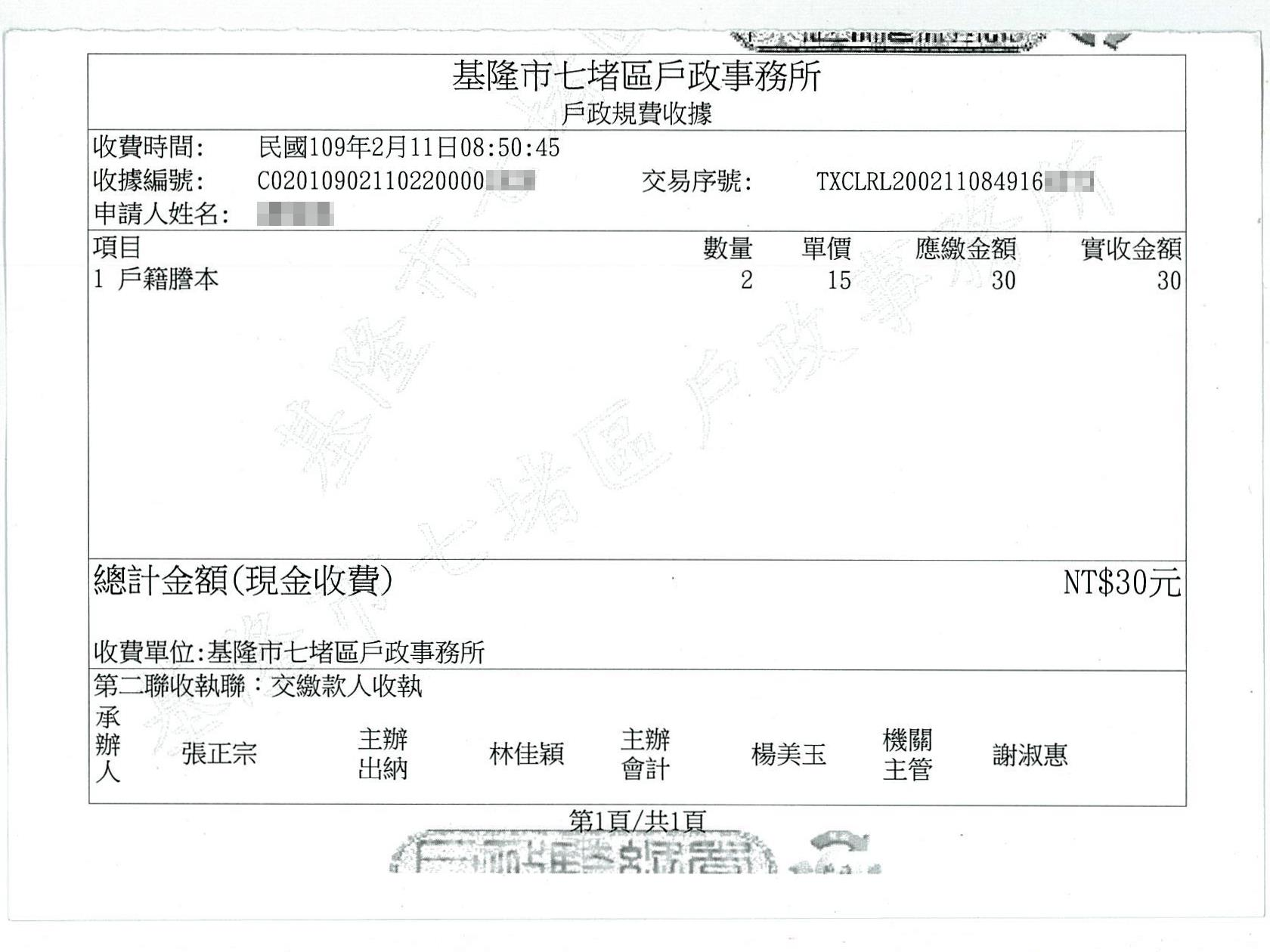
戸籍謄本請求の領収書見本（改名手続ではないため額は異なる）

### 日本以上のサーモン消費量
2020年時点で進出5年超となっていた台湾くら寿司の統計では、台湾人が最も食すネタの上位5品目のうち4品目はサーモンであり、同年の税関統計によると台湾のサーモン輸入量は34,186トンで、これを人口2,360万人で割った1人当たりの消費量は約1,449グラムとなる。これは同時期（2010年代の10年間）における日本人1人当たり約1,000グラム前後と比しても高いものとなっている。

## 反響
2021年3月19日、立法委員（日本の国会議員に相当）の李徳維（中国国民党）は、安易な改名に対する冷却期間が必要として、短期間での再改名を禁ずる法改正をすべきとの意見を表明した。これに対し中央政府で戸籍情報を管轄する担当省庁（内政部戸政司）を傘下とする中華民国内政部の政務次長（副大臣に相当）の陳宗彦は、実際にスシローのキャンペーンが理由で改名したのは少数であり、現時点では法改正は検討していないとしつつも、市民に対して安易な改名には慎重であるべきとの答弁を行った。その後実際に法改正の議論が開始された。（後段の#法改正審議節を参照）
このキャンペーンに乗じて珍名での改名手続が相次いだが、中には別人にもかかわらず既存の著名人と同姓同名+鮭魚に変えた者もいた（元中華民国総統の陳水扁など）。
各地の戸政事務所では対応に追われたものの、台北市では説得に応じ数名が改名を断念した。
国立故宮博物院はこの騒動に悪乗りし、公式Facebookで乾隆帝を「愛新覚羅弘暦鮭魚」と紹介した。
YouTuber兼格闘家兼実業家の「館長」こと陳之漢も配信中にコラージュした身分証を提示し「陳鮭頭」を名乗った。
ある大学生は改名で節約できた飲食費を慈善団体に寄付している。
また、この騒動をきっかけに「天下帰心→天下鮭心」、「無家可帰（ホームレス、帰るべき家がない）→無家可鮭（戻るべき本名がなくなった鮭）」、「実至名帰→実至名鮭（名実ともに鮭）」など既存の成語を改変するインターネット・ミームが相次いで生まれた（帰と鮭は同音）。
医療業界にも騒動に悪乗りする風潮が広がり、ある性病科医は同時期に「本名に『陰』と『茎』が含まれるかそれらの諧音となる患者は治療費無料」を謳うも期間内にその本名で来院した客はいなかった。また、台北のある心臓内科医も単なる言葉遊びと前置きしつつ、「本名が『支架（ステント）』の患者には治療時の機材費用を5年間無料にするし、『葉(Yè)』『克膜(kè mó)』が本名の患者には先着100名限定でECMO（体外式膜型人工肺）治療を生涯無料とする」とFacebookに投稿した。
一連の騒動を受け、各種のLINEスタンプもリリースされた。

### 南部美食戦争
台南市長の黄偉哲は「地元では改名せずとも世界一のサバヒーが食べられるのに、スシローに釣られて改名する者は台南人ではない。」と名産品をアピール。これに対抗した高雄市長の陳其邁も、地元漁港の名産ハタ（中国語表記は石班魚）をアピールしてFacebook上で「陳石班」を自称し、台南市長にも虱目魚（サバヒーの現地表記）への改名を勧めた。屏東県長の潘孟安も「当地では改名せずとも旨い沙西米（刺身の音訳表記）が食べられる」と参戦した。（この3県市長はいずれも民主進歩党所属で、過去にも肉燥飯（バーソープン。滷肉飯の南部式表記）のアピールを巡って争っている。）

### 台湾国外
日本のほか、デイリー・テレグラフは「サーモン・カオス（Salmon chaos）」と題した記事を配信し、ガーディアン、BBC（いずれもイギリス）、米国のNBCニュース、ドイツのデア・シュピーゲル、フランスのBFM TV、スペインのエル・コンフィデンシアル、イタリアのラ・レプッブリカなど、欧米各国のメディアもこの騒動を報道した。記事をシェアしたガーディアンのFacebookでは「ガーディアンによる今年最高のニュース」「アレックス・サモンド（Alex Salmond、元スコットランド首相）も鮭だ」などのコメントが寄せられた。香港紙頭條日報は「一般的に改名は戸籍、銀行、税務、福祉、医療など多岐の分野に及ぶため手続は煩わしいものだが、台湾では行政サービスの効率性の高さ故にこのようなことも可能となっている。」と指摘した。
3月末、日本のDMM.comは自社で運営するオンライン英会話事業での教材としてこの騒動を取りあげた。
2021年6月、香港の民放局無綫電視（TVB）が放送中の連続ドラマシリーズ「愛．回家之開心速遞」第1259話では日本料理店「八千公（ハチ公の香港における表記）」が店名と同名の客に対し1年間無料という特典を謳う本件のパロディがテーマとなり、予告編も「八千公之乱」と題された。
同月、ドイツでもカイ・プラウメが司会を務めるDas Ersteのクイズ番組「Wer weiß denn sowas?」がこの騒動を題材として出題し、正解できなかった出演者は答えを知って大笑いした。

### 2021年十大ニュース
国内
ネット上の話題をビッグデータに基づいて分析調査し、ランキングを行うサイト『DailyView 網路温度計』では2021年にネットユーザーが最も追従した話題の3位にランクインした。
| 順位 | 項目                                      |
| ---- | ----------------------------------------- |
| 1    | ワン・リーホンのスキャンダル              |
| 2    | 2020年東京オリンピック                    |
| 3    | スシロー「鮭魚之亂」                      |
| 4    | Clubhouseブーム                           |
| 5    | シナモンロールブーム                      |
| 6    | 西門町にオープンしたDon Don Donkiでの行列 |
| 7    | イカゲームおよびその遊戯ブーム            |
| 8    | Facebookのメタバースへの改名、仮想空間    |
| 9    | 仮想通貨ブーム                            |
| 10   | 鬼滅の刃ブーム                            |

海外
フランス通信社（AFP通信）は、この騒動を「2021年世界10大珍ニュース」の1つに選出した。

## トラブル
3月17日、改名後にスシローではなく同業他社の「くら寿司」で飲食し、精算時に全額支払う羽目になった者がいたことが報道された。

### 改名回数上限
3月17日、自身の名を「星光流連撃鮭魚（スターバースト・ストリーム・サーモン）」へ改名しようとした男性は、母親から幼少時に既に2度改名していることを知らされ、改名を断念した。
3月18日、台中市の男子大学生は「鮭魚之夢」（サーモン・ドリーム）へと改名後に、幼少時に両親がすでに2度改名していたため生涯この名前を名乗らなければならないことを知り、実子が誕生したら特例を利用して改名するつもりだと表明した。しかしある弁護士の見解によれば、台湾の姓名条例第9条には3度の上限に対して6項目の例外規定があり、このうち第1項第2款規定により直系三親等以内で同名が確認された場合は改名できるが、可能なのは子側の改名であるため、今回の独身男性のケースでは改名者の両親および祖父母のいずれかを一旦改名し、特例を行使すれば可能である。また、同一県市において第三者と同姓同名であっても例外規定となる同第9条第1項第3款により、この男性が知人に一旦改名を依頼し、実現すれば同じく特例により元に戻せるが、最低6ヶ月の同一県市の戸籍であることが必要なことから、県市を跨がっていた場合は更に改名のための期間が長期化することになる。その後、台中市政府民生局が「この男性の実際の改名記録は今回が2度目であり、元の本名に戻すことはまだ可能」と発表したため、上限による障害は解消した。21日後の4月6日、この大学生は出身地の基隆市で元に戻す手続を済ませている。
背景として、満14歳以上の国民は中華民国身分証が発行されるが、裏を返せば本人の意思によらず14歳になるまでに親権者によってなされた改名履歴を知るためには、親権者の告知以外では戸政事務所で戸籍情報を照会して初めて知ることができる。過去に両親が自分の名前を「胡蘿蔔（ニンジン）」から変更していたことを戸籍修正時に初めて知った女性の投稿も話題となった。

### 最長人名記録更新
台湾では従来「黄宏成台湾阿成世界偉人財神総統」（嘉義市長や立法委員選挙の候補者。15文字）やYouTuberの「晋瑋臺灣台東之子大麻煩要投油土伯歐薩斯」（19文字）、「黄＊＊是喜神財神衰神福徳正神所有神祝福的宝貝小心肝」（25文字）などがスシローのプロモーション以前から漢字での最長記録とされていた。
3月18日、各県市の戸政事務所による統計では、2日目の18日17時時点で331人が「鮭魚」の2文字を含む改名手続を行っており、初日に36文字となる「陳愛台灣國慶鮑鮪鮭魚松葉蟹海膽干貝龍蝦和牛肉美福華君品晶華希爾頓凱薩老爺」へ改名した男性が現れた。翌18日には40文字となる「李圭歸瑰規硅閨邽龜鮭魚於瑜餘娛虞盂妤漁愚愉于余蝓腴予輿渝嵎榆算了我想得好累隨便啦」（台南市）、「○○德國語文系雅馬哈發動機壓車磨膝鮭魚大元帥謝謝●●●讓我改名字林家大戶發大財」（彰化県）への改名事例のほか、新北市ではシステム上限となる50文字の「陳××有震天龍砲變身○○○○○於二零二一三月十四日與△△穩定交往中愛妳愛一生一世此生想帶妳一起吃鮭魚」への改名事例が発生し、新記録となった。
戸政事務所の端末では入力上限は15文字のため、16文字以上は手書きとなる。

### 客引き行為
3月17日、台中市では、改名した大学生が7割引を謳ってスシロー店舗前で有料の同伴者を募集していた。2021年12月、1年を振り返る番組でインタビューを受けた男性は、自身の名を「高價鮭魚（高価な鮭）」に改名したうえで有料（1人数百NT$）の同行者を募り、期間中に約13,000NT$を荒稼ぎしたことについて「後悔していない」と語った。

### 同業他社
店舗数が国内最多で台湾資本の回転寿司チェーン「争鮮（Sushi Express）」に勤める高雄市の男性もこれに便乗して「鮭魚爭鮮巨蛋店服務員1號XX」と改名し、スシローで3回にわたり延べ17人の同伴者とともに12,000NT$相当分を飲食した。男性の実父は激怒し、「4月1日までに元に戻さない場合は勘当も辞さない」と親子関係解消にまで言及したため、慌てた男性はキャンペーン終了直後の3月19日に本名を元に戻す手続を済ませた。

### 犯罪
被害者
4月、台湾国内でのビットコインに関わる詐欺事件で鮭魚に改名した者が被害者となったため、捜査当局はこの男性に本名で被害通知を発送した。
また、上記の最長50文字に改名した男性は、2020年4月に新北市板橋区で泥酔した男性に刃物で脅迫され、犯人は（在宅のまま）送検されていたが、公判中に開催されたスシローのキャンペーンを機に被害者側が改名し、その後も元に戻さないまま判決を迎えたため判決文にも改名した50文字の本名が記載されてしまった。
加害者
スシローに便乗したYoutuberが所属するグループ名と同字に改名した者に対して1万NT$の賞金を授与すると発表したが、2020年末から21年1月にかけて2件の窃盗を重ねていた新北市の中年女性も参加し賞金を獲得していった。住所不定で通知の発送後も応答がなく警察の捜査は難航したが、7月に逮捕され、起訴後の9月にも改名前の2月に起こしていた窃盗の余罪で再逮捕された。

### 振興五倍券
中央政府はコロナ禍での景気対策として2020年の振興三倍券に続く振興五倍券の給付を決定したが、その後は各自治体で在住市民向けに独自で金額を追加する競争状態となっていた。2021年8月24日、嘉義市では市長の黄敏恵が市民限定で1人当たり2,000NT$を追加給付する「7倍券」を宣布したところ、戸政事務所には給付金目当てとみられる市外からの戸籍転入者が来訪し、前月比倍増の30人以上となった。その後も転入者が相次ぎ8月30日時点で369人に達したため、市政府は翌日に宣布日である24日当日の転入者32人のみを対象とすることを発表した。
2021年9月、雲林県麦寮郷でも1人当たり3,000NT$を住民に追加給付する「8倍券」予算案が可決されたが、嘉義市が転入期間を限定していたことや、戸政事務所窓口で「鮭魚之乱」状態が再現されることを懸念して、8月31日時点での郷内戸籍保持者のみを対象とした。

## 結果
| 県市   | 人数 | 店舗 |
| ------ | ---- | ---- |
| 計     | 331  | 20   |
| 基隆市 | 3    | なし |
| 台北市 | 51   | ○    |
| 新北市 | 100  | ○    |
| 桃園市 | 21   | なし |
| 新竹市 | 7    | ○    |
| 新竹県 | 3    | なし |
| 台中市 | 46   | ○    |
| 彰化県 | 5    | なし |
| 雲林県 | 4    | なし |
| 嘉義県 | 2    | なし |
| 嘉義市 | 1    | なし |
| 台南市 | 30   | ○    |
| 高雄市 | 56   | ○    |
| 屏東県 | 2    | なし |

スシローによると、2日間のキャンペーンの利用者は約1,000人に達した。これにより500万NT$相当の料金が無償または割引になったとされている。
初日だけで割引対象になるために改名した人物は135人に達した。地域別では初日は高雄市が最多だったが、最終的には人口に比例して新北市が最多の100人となった。（表内の人数は蘋果日報、店舗有無は公式サイトおよび聯合報を元にしている）
世代別では『9年級』前後の「民国87-92年生」（1998年 - 2003年生まれ）に属する若年層が目立っており、この年齢層を指して「鮭魚世代」という呼称も生まれた。彰化市の戸政事務所は、若年層が多いことについて「妻子のいない独身男性は、その影響が家族に及びにくく改名手続の煩わしさが軽減されるからではないか」とコメントしている。
台湾ではこのキャンペーンは費用対効果に優れるプロモーションの成功事例とみられており、スシロー社内では、サーモンに続いて鮪や鰻による同様の展開を企画中との報道がされている。
なお、2021年4月1日付であきんどスシローを運営するスシローグローバルホールディングスもFOOD & LIFE COMPANIESに改名した。

### スシローの見解
同社は『改名されることを意図したものではなかった。』と表明。
店舗数が30に達した翌2022年には、7月14日の1日限定で、民国81年（1992年）かつ毎月30日生まれの年内に満30歳となる顧客を対象に30%割引となるキャンペーンを打ち出し、改名で対応される人名ではなく変更のできない誕生日を以って不特定多数へのプロモーションに切り替えている。

### 便乗
同時期にスシロー以外でも自社の業種にちなんだ漢字で期間限定のプロモーションが相次いだ。
雲林県のある養殖業者はこれに便乗し、『鮭魚』を本名に含む顧客を対象に生鮭丸ごと1匹（5kgで市場価格は約3,000NT$相当）を無料とするプロモーションを発表すると2日間で18人の該当者が来店した。
また、国内通信事業者亜太電信は新北市にある店舗で『亜』と『太』の同音あるいは同字を本名に含む顧客を対象に携帯電話端末の無料化や月額料金割引を謳い、国内アダルトサイト運営業者のSWAGも『鮑魚（アワビ）』の字を本名に含む顧客を対象にした料金割引のプロモーションを行ったが、台南市のある男性はスシローを含めてこれら3社すべてに該当するよう改名していた。
屏東県東港鎮の土産品販売店では地場の名産品「鮪魚（マグロ）」の字による同様の特典を謳った。
ドイツで飲食店を運営する在住台湾人は、本名に英語のサーモン、ドイツ語のラックス（lachs）を含む顧客を対象にサーモン料理が無料となるキャンペーンを打ち出した。
4月、国内外でタピオカティーのチェーンを展開している翰林茶館は、3日間限定で本名が店名と同音同字かつ同順序の「翰林」であれば1杯10NT$、1文字同音であれば「買一送一（一つ買うともう一つ無料）」のプロモーションを打ち出したが、台湾では林姓は一般的であることから大きな混乱もなく終了した。
香港でも銅鑼湾に店舗を有する日本料理店「日本野」が2021年4月の1ヶ月限定で、有効な身分証を呈示したうえで顧客の本名が鮭の現地表記「三文魚」と全て同音であれば1品無料、2文字が同音で半額、1文字が同音であれば2割引のプロモーションを行った。
ステーキ・チェーン「王品牛排」を展開する王品集団は、4月20日から5月末まで本名に「雅、婷、怡、君」を含む顧客を対象に2文字が同字の場合はイセエビ1匹丸ごとを、1文字が同字の場合はその半分を提供することを発表した。
中華職棒大聯盟（台湾プロ野球）の中信兄弟は4月18日にプレ開業する南港区のオフィシャルストアで25日までの1週間限定として、中国語でチャンピオンを意味する「冠軍」の2文字が本名に含まれる顧客を対象にオフィシャルグッズを無料で進呈し、2文字が同音であれば商品を24%割引くことを発表した。
国内でマディソンホテル（慕軒飯店）を運営する国泰商旅は、4月1日から同月末まで、4月生まれかつ「慕」あるいは「軒」と1文字が同音であれば、ホテル内に併設されたレストラン、バーでの飲食費を23%割引くことを発表した。
高雄市政府観光局は4月28日、本名に「高」と「雄」の同音同字を含む人物100名を対象に市内ホテルが1泊無料となるプロモーションを打ち出したが、告知日以後の改名者は対象外となった。
2021年9月、旅行業者のKKdayはトラベルバブルの一環で、新婚カップルを限定として、国交があり感染が拡大していないパラオへの無料旅行に招待すると発表した。対象は2020年1月以降に婚姻が成立し、パスポートに記載された氏名の英文表記が「帛琉水母（拼音: Bó, liú, shuǐ, mǔ、パラオのクラゲの意）」の4文字中2文字以上が同音であること。
2022年、回転寿司国内大手の争鮮は、双十一となる11月11日の1日限定でグループ企業の店舗で有効な身分証を提示した顧客に対し、「丨（拼音: Gǔn、注音: ㄍㄨㄣˇ）」の漢字が1文字含まれる場合は半額、2文字が含まれる場合は無料となるキャンペーンを打ち出したが、
改名なしの出生名で該当する男性（11月生まれで「丨丨」と命名）が来店している。

## 批判
こうしたキャンペーンを展開したスシロー側に「実際にはほぼ人名としてありえない鮭魚という氏名を話題づくりや宣伝行為として使うのはいかがなものか」という批判が起きた。タレントの呉宗憲も、「あまりにも馬鹿げている（太無聊了）」と批判した。ただしこのキャンペーンとは関係なく「鮭魚」を実名とする人物が少なくとも10名は存在していたことも判明しているほか、2018年6月末時点の統計では、姓が「魚」の人物は37人実在している:289。

### 食品ロス
この割引キャンペーンの結果、ネタだけを食べてシャリを残す者が相次いだことから台湾の告発サイト「爆廃公社」では苦言を呈する店員が現れた。タレントの李宓は、改名後にスシローでの自撮りをSNSにアップロードしていたが、その画像でシャリを残していたことを指摘されると批判に晒され、中国語版ウィキペディアでは李宓のプロフィール欄が「鮭魚破壊者」と改竄された。
次回のキャンペーンに期待する声もあったが、食べ物を無駄にしているという批判も寄せられた。

### 行政リソースの浪費
短期間に改名手続が相次いだことから、前出の内政部次長陳宗彦は、窓口の混雑や不要不急の行政処理の増加などについて遺憾の意を表明した。
| 年                | 2010    | 2011    | 2012    | 2013    | 2014   | 2015   | 2016   | 2017   |
| ----------------- | ------- | ------- | ------- | ------- | ------ | ------ | ------ | ------ |
| 姓氏変更件数      | 19,408  | 18,384  | 16,742  | 15,980  | 16,676 | 16,370 | 15,374 | 15,382 |
| 1日あたり処理件数 | 53      | 50      | 46      | 44      | 46     | 45     | 42     | 42     |
| 名変更件数        | 114,202 | 109,753 | 109,352 | 111,109 | 99,738 | 97,603 | 91,822 | 87,055 |
| 1日あたり処理件数 | 313     | 301     | 299     | 304     | 273    | 267    | 251    | 239    |

内政部による統計（右表）では、姓（姓氏）あるいはフルネームの変更や、個人によるファーストネーム（名）変更件数は2010年以降の8年間で以下のようになっている。平均値は単に1年間の日数で割った参考値で、戸政事務所の実際の休業日を除して換算した場合はより多くなる。また、統計値は今回の騒動とは無関係だった離島部や東部各県も含めた件数となっているため、人口が多い西岸部のみで算出した平均値もより高くなる。日常的な業務としては、家族構成の変化（結婚、離婚、再婚、出生届、養子縁組、死別など）に伴う改名（姓を父方←→母方など）および改名なしの戸籍情報の変更だけではなく、原住民の漢名から氏族伝統名への変更が含まれ:17、鮭魚への改名（本名を元に戻す手続を含めると延べ600回あまり）が数日間に集中した今回の騒動は、政府が声明の発表を迫られたほど実際に行政機関のリソースが圧迫されたものといえる。

### 原住民
また、このキャンペーンで恩恵を受けられた者が結果的に漢人に偏っており、当て字が多い台湾原住民を尊重していないとの批判もあった。
2022年1月、各原住民団体は「自分たち原住民の氏名は原住民語に基づいた拼音（アルファベット）表記のほかに「李●●」など漢人風の漢字名併記を強制されていること」の不服と、現行の姓名条例が憲法違反にあたり、身分証制度において漢字名併記なしで原住民族語ローマ字の使用が認められることを訴えるべく行政法院に提訴していたが、棄却された。原告らは「漢人は無料の寿司目当てに好きなだけ改名できるのに、なぜ我々の氏名は不要な漢字を強制されるのか？」と現行制度の不平等さを批判した。

### 法改正審議
騒動直後には、行政院国家発展委員会の請願サイト「join.gov.tw」にて、こうした改名の濫用を防止すべく改名後5年間は再度の改名を不可とする改正提議が行われたものの、提議8日目の3月25日時点でも必要人数5,000に対して36人の参加にとどまったが、5月に立法院で中国国民党の温玉霞が議員立法で「改名は申請7日後に発効」、「1年以内の再改名を禁止」を骨子とする姓名条例修正法案を提出した。
一方で与党民進党の羅致政は再改名までの期間を3年とすることを提案している。
約1,400人が回答したYahoo奇摩（台湾Yahoo）のオンライン調査ではこれらの改正案に対し77%が賛成、23%が反対（現状維持）だった。
上記の原住民問題を機に2022年の法改正審議はそれを踏まえたものとなった。3年案を再主張した羅致政、1年禁止案と7日後発効案を再主張した温玉霞に加え、鄭麗文（国民党）は6か月以内の再改名禁止を提案した。内政部政務次長（副大臣）花敬群は「立法院での議論や提案は歓迎する」としつつも、手続の7日後に発効するという案については「身分証を更新し、戸籍名簿を書き換える。この時点で効力をもつ。我が国の制度はこのようになっており、現行方式であり、空白期を設けることは望ましくない」とした。
邱顕智（時代力量）は費用や回数、現行の即時発効から冷却期間設定への変更などを質問したが、花敬群は「個人の自由と社会的責任の境界線について社会で議論されるべきだが、現行の三回上限制で社会は安定しており、『姓名権』の問題を無駄にエスカレートさせるべきではない。」と答弁し、それが報じられると、ネットユーザーからは邱のFacebookに対し「サーモンのために法改正するのか？」とコメントが寄せられた。邱は「サーモンに関心を寄せる友人たちが多くて、実に幻想的だ」と応酬した。また、「議員事務所に対しこの件に関する陳情はなく、陳情によって改名制度の質疑をしたのではないし、報道内容について詳細は知らない。日本の事例を交えつつも現行制度の問題がどうなっているかを質問しただけだった。自分が関心を寄せている議題は幅広く、この件に執着しているわけではない」とネット上での過度の反応を諫めた。
一連の法改正の動向は一部報道で「鮭魚條款（サケ条項）」と呼ばれ、行政府・立法府とも騒動を阻止するという点では一致しつつも、内政部側は原住民問題を解消するための改正案にこの騒動での審議が包括されていることから、原住民に対する現行制度改定案の通過および施行時期を明言できず対応に苦慮している。

## その他の論評

### 地方政界
市民の改名者数が全国最多だった新北市長の侯友宜は呆れ顔で「何も言えない！（無言啦！）」とだけ吐き捨てた。台北市長の柯文哲は「社会の奇跡」と評した。桃園市長の鄭文燦は「（動機は）理解できないが、市民の改名権については尊重する。」とコメントした。
前出の台南市長黄偉哲は取材陣に対し「鮭去来兮」と5世紀中国の詩人陶淵明の韻文になぞらえつつも、改名行為については困惑気味に「台湾は自由の国であり、その意思を尊重するのみだ。」ともコメントしている。

### 中央政界
基隆市警察局所属の男性巡査が非番期間中にこのキャンペーンのために「宜蘭之子超粗大深海鮭魚王」へと改名し、復職前に元の本名に戻していたが、警察機構と戸籍制度の両方を管轄する内政部は、部長（閣僚）の除国勇が「警察の業務と警察官の名前は無関係」としつつも、「（改名したまま勤務となると）警察の公文書作成などで自ら面倒を背負いこむことになるだろうが、それはその巡査個人の問題であり、改名も個人の自由だ。」と表明している。
エンジニア出身の閣僚で改名経験もある唐鳳（オードリー・タン、行政院デジタル担当政務委員）は、「現象自体はおもしろいものだった。」としつつも、「漁業の持続可能性や社会の公平性について企業側の再検証が必要。」と述べた。
行政院長（首相に相当）の蘇貞昌も、3月26日の立法院の質疑で「教育の失敗ではないのか？」と質問した孔文吉（中国国民党）に対し、「そうは思わない。」とし、「価値観の違いではなく、時代の違いとともに本名の使い方が異なるだけであり、現代の若者はネット上で（ハンドルネームなどの）別名を使うし、古い時代の人も号や字（あざな）を持っていた。」と問題視しない姿勢を答弁で示した。
中央流行疫情指揮中心で指揮官として新型コロナ対策に奔走している衛生福利部部長の陳時中は淡々とした口調で「社会にはいつも一時的かつ（群衆が一斉に）押し寄せるようなことが起きうる。事が終わってしまえばそれでいい。」と意に介さないコメントを残した。
中華民国労働部（労働省に相当）は、改名した者を解雇したいと表明していた企業経営者の声に対し、「『鮭魚への改名』を解雇事由とすることは悪意ある解雇であり不当」との見解を表明したほか、採用時に使用者側が戸籍謄本を開示させることもプライバシーの侵害にあたるため、被雇用者が拒否可能としている。

### 教育界
改名者が多かった若年層全体をネガティブに捉える意見が相次ぐ中で、国立台湾大学教授の葉丙成は「『教育改革が間違っていた』という意見には賛同できない。20-30歳の人口は約150万人たが、この騒動で改名したのはその0.02%にすぎない。犯罪統計では2005年から2017年にかけて暴力犯罪は約10分の1に、窃盗罪は約6分の1に激減しているのに教育改革が失敗だと誰が言えるのか」と反論、安易な世代論で若年層を括ることに警鐘を鳴らしている。
2021年12月、国立台湾芸術教育館が主催する全国学生美術コンクール（全國學生美術比賽）のうち、基隆市の予選で市内の高校生が制作したこの騒動の風刺画が最優秀賞に相当する特優奨を獲得し、翌年の全国巡回展で展示されることになった。

### 文化人
司会者、作家の苦苓は「ちょっとした欲を貪ることが問題だというなら、（我々が日常的に享受している）百貨店の定期的なバーゲンセールや、スターバックスの『買一送一』、コンビニの『第二件六折』、共同購入などと何が違うのか？利益を得ることは節約することであり、節約することは蓄財することだ。」と低所得な若年層の行動を擁護した。
この騒動を機に算命学の書籍を出版した風水師は、自身が同様に改名した場合の事例をもって、「鮭魚」の名前は姓との組み合わせ次第で算命学上の「五格」に悪影響を及ぼすことも指摘した。

### 在台日本人社会
台湾で活動している日本人女優大久保麻理子は、「日本だと家庭裁判所の許可が必要なのに、これだけ長く台湾に住んでて文化の違いに驚いた。」とFacebookに中国語で投稿した。
日本台湾交流協会（実質的な駐台大使館）はFacebookで「日本語では『鮭』は天然魚、『サーモン』は食用の養殖魚」という説明を投稿した。

### 同業他社
3月26日に三立新聞網の単独取材を受けた「くら寿司」台湾法人（亞洲藏壽司股份有限公司）の日本人董事長は、「日本では改名手続に少なくとも1週間はかかるだろうし、日本人も特典のために改名しようとは思わないだろう。」と述べたほか、「結果はとても注目すべきものであり、今回のプロモーションで行政機関の負担なども含めて、様々な議論や大きな反響があったことも承知しており、自社の将来的なプロモーションに活かしたい」と語った。

## 鮭の乱2.0
この騒動以降、寿司業界のゴシップだけでなく、他業界での実名制度にまつわるトラブルも「鮭魚之乱2.0」などと報じられるようになった。

### 実名制チケット
2021年末、張惠妹（アーメイ）のコンサートチケットは13万枚が9分間で完売した。予約時に本名を誤入力する者が多数出現したが、入場は実名制で、身分証の氏名と一致しない場合は参加不可となる。入力ミスの客に対してはチケットを払い戻すか、同姓同名の別人への譲渡を可能としたため、実名制の原則が崩れるだけでなく、ダフ屋が横行するとして、アーメイのプロデューサー陳鎮川に批判が集まり、陳は謝罪声明発表に追い込まれた。

### ロシアのウクライナ侵攻でのサプライチェーン混乱
また、2022年ロシアのウクライナ侵攻による航空路線の減便と運賃高騰がサーモンの輸送コストを押し上げたため、国内回転寿司大手の争鮮はサーモンの提供を取りやめることを表明したが、スシローは提供を継続するとFacebookで宣伝し、ネットでは前年の騒動による認知度向上から「争鮮への皮肉なのか？」「『鮭魚之乱』王者」などのコメントが飛び交った。また、同時期にくら寿司もサーモンとマグロのキャンペーンを打ち出していた。数日後、スシローの宣伝を受けた争鮮は「鮭魚回帰」と表して方針を撤回した。

### 他
長すぎる名前による実害としては、この騒動とは無関係で『鮭魚』の字も含まれない15文字の氏名に改名した者が、ネット通販でコンビニ受取を利用した際に伝票の氏名欄にフルネームを入力できず、店頭で有効な身分証を提示しているにもかかわらずコンビニ店員と揉めて受取できなかった事例は「鮭魚之乱よりもヤバいケース」と報じられている。
2023年1月、新竹県竹北市では、新型コロナ流行に伴う景気対策として、市内在住者を対象に1人あたり6,000NT$の給付金支給を決定したが、
その給付金目当てに県内他地区はおろか全国から戸籍編入のために約1,200名が戸政事務所を訪れた。この騒動も現地では「鮭魚之乱再現」と報じられた。
映画館喜楽時代影城の高雄總圖店は、2023年1月14日からの4日間限定で干支に因んだ「兔」の字が本名に含まれる身分証を提示した顧客を対象に「1年間無料」の特典を打ち出したところ、
これに呼応して2名が戸政事務所で該当する氏名に改名する手続を行った。

## 類似事案
- 凱蒂貓之亂/Kitty之亂/無嘴貓之亂（通称「キティの乱」）
  - 1999年にマクドナルド台湾法人が商品の食玩としてハローキティグッズを販売したが、50万セットが4時間で完売した[182]。各店舗は大混雑に陥り[183]、同社は謝罪に追い込まれた[184]。当時単体で69NT$だったマクドナルドの当該商品は、8組16体のフルセットが20年後も2万NT$（単体1,250NT$）で取引されるものがあるなど、プレミア化した[185][186]。
- 標津サーモン科学館「鮭の日キャンペーン」
  - 北海道標津町にある同科学館では2017年から11月11日の「鮭の日[注 23]」前後数日間に、サケ科の生物や料理に因む本名の顧客を対象に入館料を無料とするイベントを開催している[188]。漢字で同字であることに限らず、増田（マス）や浅倉・朝倉（サクラマス）、伊東・伊藤（イトウ）、鳥羽（鮭とば）などその対象は本件よりも幅広いものとなっている[189]。
- zh:499吃到飽之亂（通称「499の乱」）
  - 2018年、従来は公務員や軍人に限られていた月額499NT$の4Gデータ定額プランについて、業界最大手中華電信が期間限定で一般顧客にも適用することを発表すると、追随した他社を含めた大手3事業者間での値引き合戦の過激化により店頭が大混雑し、各社の株価も大暴落した[190]。翌年、中華電信はこの騒動が原因で国家通訊伝播委員会により罰金を科されることとなった[191]。
- 2018年ドミノ・ピザタトゥー無料騒動
  - 2018年夏にドミノ・ピザがロシアで同社のロゴのタトゥーを入れた350人の顧客を対象に年間100枚のピザが100年間無料となるキャンペーンを2ヵ月展開する予定が、応募殺到の為わずか4日で終了した[192]。
- 500元之亂（500元の乱）
  - 2021年1月、損保大手台湾産物保険（中国語版）が新型コロナの感染者や接触者と認定され検査・隔離・入院を余儀なくされた場合に掛金200あるいは500NT$で5万あるいは10万NT$までの補償が受け取れる保険商品を販売したところ、店頭の外側で大行列となり却って「密」状態を引き起こした[193]。
- 麥當勞BTS之亂/BTS之亂/BTS紙袋之亂（マクドナルドBTSの乱）
  - 2021年6月、全世界でマクドナルドと韓国の男性グループBTS（防弾少年団）のコラボレーションで「BTSミール（英語版）」が展開されたが、台湾では新型コロナ流行拡大中で人流抑制の風潮が高まっていたにもかかわらず、このプロモーションの影響で店頭では客の行列や自家用車の渋滞、フードデリバリー業者の混雑が生じた[194]。また、未加工あるいはアクセサリーに加工されたセットメニューの包装紙やカップがオークションサイトに出品され一部では10万NT$台の高額となり[195]、Youtuberの阿滴（中国語版）などが苦言を呈した[196]。

### 註釈
1. ↑  香港ではサーモンの音訳に近い『三文魚（粤：サンマンユー）』となり、中国大陸でもこの表記（サンウェンユィ）が使われることがある[6]。
2. ↑  #拡散および#呼称の節を参照
3. ↑  台湾では「壽司郎」の名で店舗展開している。ただし、店内で使われる皿などには、トップ画像のように日本語カタカナの「スシロー」表記も見られる。
4. ↑  それぞれ「謝渦鳴人鮭魚（うずまきナルト鮭魚。うずまきナルトの現地表記は『漩渦鳴人』だが漩（Xuán）と謝（Xiè）で韻を踏んでいる。）」「我是健康鮭魚（私は健康な鮭）」「貓咪愛吃鮭魚（ネコは鮭が好物）」[34]。
5. ↑  中国語では鮭頭と亀頭は同音
6. ↑  曹操の短歌行
7. ↑  儒林外史由来の成語で、『名実伴う』を意味する
8. ↑  くら寿司は台湾では2021年3月時点でスシローより多い34店舗を出店している[78]。
9. ↑  星光流連撃はソードアート・オンラインの主人公キリトの必殺技の現地表記
10. ↑  圭歸瑰規硅閨邽龜は鮭と同音、於瑜餘娛虞盂妤漁愚愉于余蝓腴予輿渝嵎榆算は魚と同音。
11. ↑  雅馬哈はこの男性が所有するヤマハ発動機製の愛車（本来の現地表記は『山葉』）。●●●は母親の名。發大財は商売繁盛を意味する中国語
12. ↑  2021年3月14日（2021314、拼音: èr líng èr yī sān yī sì、アーリンアーイーサンイースー）は中国語の語呂合わせで「愛你愛一生一世、拼音: ài nǐ ài yī shēng yī shì、アイニーアイイーシェンイースー」となるため、単にホワイトデーというだけではなくカップルにとって縁起の良い日[97]。○○○○○は自身のFacebookアカウント名。△△は交際相手の名前。
13. ↑  9年級生（中国語版）は元々中学三年生を指すが、中国大陸における90後と同様の用法で、台湾での民国90年代（2001-2010年）生の世代を意味することもある[112]。
14. ↑  帛と博（Bo）、琉と劉（Liu）、母と姆・牡（Mu）など
15. ↑  表三十五　各縣市歷年姓、名及姓名變更人數按性別分[135]:225
16. ↑  表三十五　各縣市歷年姓、名及姓名變更人數按性別分（續四）[135]:228
17. ↑  戸政事務所は各市区、郷鎮単位で全国に数百ヶ所あるため1ヶ所あたりの増加件数が少なかったとしても、不要不急の改名手続増加は1件あたり最低30分の事務処理時間増加を意味する。
18. ↑  原住民の漢字表記の例：共にアミ族の政治家コラス・ヨタカ（中国語版）（Kolas Yotaka→谷辣斯·尤達卡）やカウロ・イユン・パチダル（Kawlo Iyun Pacidal→高潞·以用·巴魕剌）
19. ↑  「彼女」自身もトランスジェンダーであることをカミングアウト後に、出生時の本名から男女両用の名に改名（唐宗漢から唐鳳）している[159]。
20. ↑  1つ買うともう1つ無料。即ち実質半額
21. ↑  2つ目が4割引
22. ↑  『簡少年現代生活算命書：讓神祕玄學輕鬆應用在日常生活之中』（2022年） 著：簡少年 発行：時報出版 ISBN 9786263350267
23. ↑  部首の圭を「十一十一」に見立てている[187]。

#### 呼称
元々中国語では「社会の混沌・混乱」を意味する『乱象』（wikt:en:亂象）という用語があり、香港・澳門を含む中国本土でも広く使われている。香港で発生した中国人水貨客による粉ミルク買占め騒動は「奶粉亂象（zh:香港奶粉水貨客）」、澳門のタクシー騒動は「的士亂象（zh:澳門的士亂象）」。
台湾で起きた混乱もトイレットペーパーをめぐる「衛生紙乱象」、マスクをめぐる「口罩乱象」、通信プランをめぐる「499乱象」の用例がある。今回の改名騒動も一部で「鮭魚乱象」と報じられていた。
「●●之乱」は中国語圏でも一般的に歴史上の戦乱や権力抗争を指すが、台湾では2018年の衛生紙・通信プランの混乱を回顧する報道で、過去の類似例も含めてこうした突発的・衝動的な消費者行動によって引き起こされる混乱は政府機関を含めて「衛生紙之亂（zh:2018年台灣衛生紙搶購現象、トイレットペーパーの乱）」「499之亂（499の乱）」と称されるようになった。（#類似事案の節も参照）。
そして2020年初頭、新型コロナの流行による一時的なマスク不足も「口罩之亂（マスクの乱）」と呼ばれるようになり、今回の騒動に至っている。
消費者行動ではないが他の用例として、2021年2月末に中国政府の植物検疫が原因で日本にも波及した中台パイナップル戦争は「鳳梨之亂（パイナップルの乱）」とも報じられている。
2021年5月、新型コロナの国内感染が急拡大し、それまでは感染者数が抑えられていたため接種の進行が遅れていた一般市民向けワクチン調達がクローズアップされるようになった。台北市の診療所が医療従事者向けに先行供給されていたワクチンをその時点では資格のない芸能人や一般労働者に接種していたことが問題になった。また、野党国民党を中心にビオンテック製を含む中国からの輸入や地方政府独自調達を声高に叫んでいた。アストラゼネカ製ワクチンについても国民党は死亡例が相次いでいたことを以って安全性に疑問を投げかけるキャンペーンを展開し、日本政府からの寄贈に感謝の意を示していた与党を「ワクチン乞食」とまで批判していたが、のちに複数の国民党大物政治家が特権で先行接種していたことが明らかになったため逆に批判を浴びる結果となった。これらの騒動を総称して「疫苗之亂（ワクチンの乱）」と報道されるようになった。